# Brisbane Cricket Ground
Brisbane Cricket Ground (znany także pod nazwą The Gabba) – jedna z głównych aren sportowych w Brisbane (stan Queensland) w Australii, której początki datuje się na 1895 rok. Po niedawnych renowacjach uchodzi za jeden z najnowocześniejszych stadionów w kraju; może pomieścić 42 000 widzów. Przydomek The Gabba pochodzi od przedmieścia Woolloongabba, w którym się znajduje. Przez lata Gabba gościła lekkoatletykę, piłkę nożną, baseball, koncerty, krykieta, kolarstwo, rugby league, rugby union i wyścigi konne. Stadion będzie miejscem ceremonii otwarcia i zamknięcia Letnich Igrzysk Olimpijskich 2032.
Latem na stadionie rozgrywane są mecze krykieta (międzynarodowe i międzystanowe), a w okresie jesienno-zimowym obiekt wykorzystywany jest przez drużynę Brisbane Lions, występującą w lidze futbolu australijskiego - AFL.